# Ordre des avocats du Bénin

L'ordre des avocats (ou barreau) du Bénin est l'ensemble des avocats des tribunaux judiciaires de la République du Bénin. Il est administré par un conseil ayant à sa tête un bâtonnier. Le barreau du Bénin est institué par la loi n° 65-6 du 20 avril 1965.

## Fonctionnement

### Conseil de l'ordre
Le Conseil de l’Ordre des avocats est l’organe d’administration du barreau au Bénin. Ses membres sont élus au scrutin uninominal, à la majorité absolue des suffrages des membres présents ou mandatés, et parmi les avocats inscrits au Tableau depuis au moins quatre ans.
Le Conseil de l’Ordre élit entre ses membres un Secrétaire chargé de rédiger les procès-verbaux des séances, d'adresser les convocations ainsi que d'autres tâches de ses ressorts. De même, un trésorier désigné pour s'occuper des finances de l'organisation.
Le Doyen du Conseil de l’Ordre, quant à lui, n’est pas élu. Ce statut revient, professionnellement,  au plus anciens des membres du Conseil de l’Ordre. Il supplée généralement le bâtonnier dans certaines activités, surtout en cas d’ un empêchement.
Le Conseil de l’Ordre  exerce ses attributions, de concert avec le bâtonnier. Entre autres, il « arrête ou modifie le règlement intérieur du Barreau, statue sur l’admission au stage et l’inscription au tableau des avocats, détermine le rang des avocats qui reprennent leurs fonctions après une omission, veillent au maintien des principes gouvernant la profession, assure la discipline des avocats et statue en conseil de discipline, gère les biens de l’Ordre, autorise le Bâtonnier à ester en justice, traite toute question intéressant l’exercice de la profession, la défense des droits des avocats, et l’observance de leurs devoirs ».

### Bâtonniers
Le bâtonnier est le représentant légal et légitime de l’Ordre des avocats dans tous les actes de la vie civile et devant les juridictions.
L'ordre des avocats du Bénin est dirigé successivement depuis sa création par plusieurs bâtonniers dont une seule femme (Hélène Aholou-Kèkè) : Luiz Angelo Okay, Robert Dossou, Hélèné Kèkè Aholou, Alfred Pognon, Jacques Migan, Gabriel Dossou, Arthur Balle, Cyrille Yaovi Djikui, Yvon Détchénou, François Amorin, Joseph Kèkè, Benjamin d’Almeida, Jean Florentin Feliho, Raoul Assogba, Sévérin Hounnou, Prosper Ahounou.
Élu bâtonnier, le 18 décembre 2021, Angelo Hounkpatin, succède à Prospère Ahounou, le 5 janvier 2023,  à la direction de l'ordre, pour un mandat de trois ans,,.

## Dénonciations
Le 20 août 2024,  l'ordre des avocats du Bénin s'indigne contre la manière d'interpellation de Steeve Amoussou (soupçonné d'être Frère Hounvi),  citoyen béninois résident au Togo. L'ordre indique que les règles de poursuite pénale sont foulées aux pieds,:

« S’il est admis que dans, un Etat de droit, nul n’est au-dessus de la loi et que toute violation y afférente mérite d’être réprimée, il est tout aussi prescrit, voire exigé, que les modalités de poursuite et de répression des infractions y soient strictement conformes. »

— Angelo Hounkpatin,  bâtonnier de l'ordre des avocats du Bénin